# Крестецкая строчка

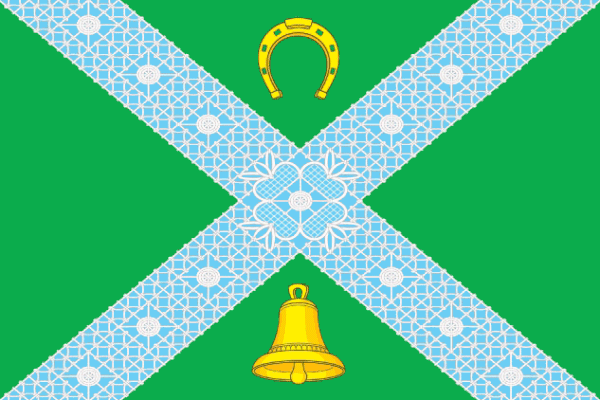
Крестецкая строчка на флаге Крестецкого муниципального района Новгородской области.

Крестецкая строчка (или крестецкая вышивка, крестецкая белая строчка) — русский народный промысел, развивавшийся с 1860-х годов в Крестецком уезде, вид русского народного шитья, сквозной вышивки.

## История
Родиной крестецкой строчки считается деревня Старое Рахино. С 1860-х годов местные крестьянки стали наносить особенные узоры на домотканое льняное полотно. Нити основы и утка подрезались и выдёргивались из ткани, образуя просветы, наподобие сетки. Помимо льняной, вышивка выполнялась также и на ткани из хлопка или шёлка. Она отличается строгими композициями ажурных и плотных геометрических орнаментальных форм (напр., кружки, квадраты, звёзды) на сквозном фоне, с чётким рисунком, что достигается за счёт плотного перевивания нитей основы катушечными нитками. Крестецкой вышивкой украшались предметы одежды, занавески, полотенца.
Недорогие и изящные изделия пользовались большим спросом у скупщиков, которые перепродавали их в больших городах. Надомный промысел крестецкая строчка распространился за пределы Рахинской волости только после 1890 года. Ныне стилизованная крестецкая строчка изображена на флаге Крестецкого муниципального района Новгородской области.
В СССР изделия с крестецкой вышивкой — скатерти, салфетки, покрывала, накидки и т. п. — изготовлялись на фабрике «Крестецкая строчка», ведущими художниками которой на то время были Н. М. Жигунова, С. А. Власова, А. И. Тиханова и другие мастера. Главным художником фабрики долгие годы являлась Мария Евгеньевна Афанасьева.
С 2015 года на предприятии «Крестецкая Строчка» реализуется масштабный проект по возрождению и популяризации традиционного промысла в России и за рубежом. На фабрике в Жостово можно увидеть весь процесс создания изделий в традициях Крестецкой строчки. Также существует возможность посетить лекции об истории и традициях этого старинного ремесла.

## Экспозиции
- В 1882 году в Москве впервые выставляются скатерти и занавеси со «сновочной вышивкой»[9].
- В 1911 году в Санкт-Петербурге на 1-й Показательной выставке художественных промыслов России представлены образцы изделий с крестецкими гипюрами[9].
- В том же году на международной выставке в Турине работы мастеров ручной вышивки награждены Первой медалью[9].
- В 1930 году в посёлке Крестцы основан музей Крестецкой строчки, коллекцию которого составили лучшие работы старых мастеров. Старейшее изделие экспозиции музея — полотенце «Священное древо жизни», 1861 год[9][10].
- С началом Великой Отечественной войны экспонаты музея вывезли за пределы Новгородской области; 286 экспонатов были помещены в Свердловскую картинную галерею[9].
- С 23 марта по 25 апреля 2000 года в Корпусе Бенуа Государственного Русского музея состоялась выставка «Народный промысел „Крестецкая строчка“», организованная совместно с ОАО «Крестецкая строчка»[11].